# Gal Fridman
Pour les articles homonymes, voir Fridman.
Gal Fridman (en hébreu : גל פרידמן), né le 16 septembre 1975 à Karkur, est un véliplanchiste israélien.

## Biographie
Prénommé Gal, ce qui signifie « vague » en hébreu, il commence à naviguer à 7 ans, puis débute en compétition à 11 ans.
En 1995, il réalise ses premiers résultats sur la scène internationale, dont une médaille d'argent au Championnat d'Europe de planche à voile. Il obtient l'année suivante sa qualification pour participer à ses premiers Jeux olympiques lors des jeux d'Atlanta. Il y remporte une médaille de bronze. Cette récompense est complétée par un titre de sportif israélien de l'année 1996.
Il manque l'édition de des jeux de Sydney en raison d'une blessure.
Revenu à son meilleur niveau, ce qui se concrétise par un titre de champion du monde et une place de premier au classement mondial établi par la fédération internationale, il est l'un des favoris pour les  Jeux olympiques de 2004 à Athènes. Lors de cette compétition, disputée sous la forme de onze régates dont on retient les dix meilleurs résultats, il est troisième avant la dernière régate. Lors de celle-ci, il termine deuxième, devançant largement le leader brésilien Ricardo Santos et le grec Nikolaos Kaklamanakis. Celui-ci qui navigue sur son plan d'eau, et qui a hébergé Fridman les mois qui ont précédé la compétition, termine finalement deuxième derrière l'Israélien. Avec ce titre, celui-ci réalise deux exploits pour le sport israélien : il est tout d'abord le premier sportif de son pays à être double médaillé aux jeux. Mais surtout, il est le premier champion olympique de son pays.
Après une année sabbatique passée à parcourir le monde, plus particulièrement les communautés juives, il renoue avec la compétition. Mais, la fédération internationale a changé de type de planche à voile pour les prochains Jeux olympiques de 2008, le modèle RS-X remplaçant le Mistral. Il a du mal à s'adapter à celui-ci, et il est de plus dominé dans son pays par Shahar Zubari qui finalement a représenté les couleurs de son pays aux jeux de Pékin.

## Palmarès

### Jeux olympiques d'été
- Médaille d'or en planche à voile aux Jeux olympiques de 2004 à Athènes,  Grèce
- Médaille de bronze en planche à voile aux Jeux olympiques de 1996 à Atlanta,  États-Unis

### Championnat du monde
- Médaille d'or au Championnat du monde de planche à voile (Mistral) 2002 à Pattaya,  Thaïlande
- Médaille d'argent au Championnat du monde de planche à voile (Mistral) 1996
- Médaille de bronze au Championnat du monde ISAF 2003

### Championnat d'Europe
- Médaille d'argent au Championnat d'Europe de planche à voile 2004
- Médaille d'argent au Championnat d'Europe de planche à voile 2002
- Médaille d'argent au Championnat d'Europe de planche à voile (Mistral) 1995
- Médaille de bronze au Championnat d'Europe de planche à voile (Mistral) 1997

## Distinction personnelle
- Sportif israélien de l'année 1996